# John Carter Cash
John Carter Cash (Nashville, Tennessee, 1970. március 3. –) amerikai countryénekes, író, zeneszerző, producer, Johnny Cash és June Carter Cash egyetlen közös gyermeke.

## Élete
Apja oldalán szerepelt 1986-ban a Postakocsi (Stagecoach) című filmben, és több koncerten is felléptek együtt.
A producere és a szereplője volt a 2005-ben készült A nyughatatlan (Walk the Line) című filmben, amely édesapjáról, Johnny Cash-ről szól. Executive producere volt a Johnny Cash's America (2008) című dokumentumfilmnek. 2007-ben könyvet írt édesanyjáról, June Carter Cashről, aki énekes, táncos, színész volt.
2016 decemberében Bonnie Tylerrel dolgozik együtt az énekesnő új country-rock albumán.

## Családja
Első feleségével, Mary Joskával 1995 és 1999 között élt együtt, a házasságból született Joseph John nevű fia. Második feleségével, Laura Weberrel 2000-ben házasodott össze, és két gyermekük született, Anna Maybelle és Jack Ezra. 2013-ban ez a házasság is felbomlott.

## Érdekesség
- 193 cm magas.